# Magnus Gabriel De la Gardie

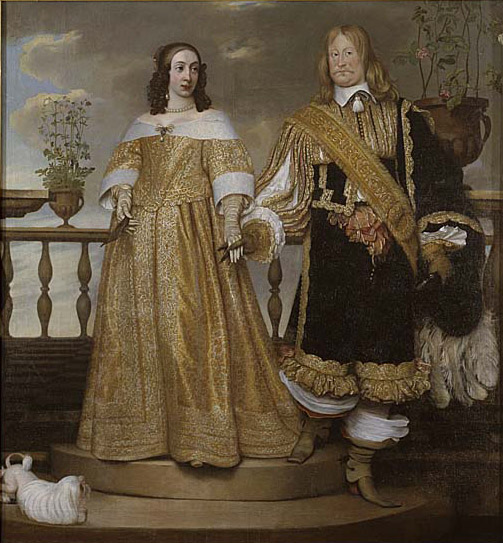
Magnus Gabriel De la Gardie e sua esposa Maria Eufrosina.

Magnus Gabriel De la Gardie (1622, Reval, Estónia-1686, Sigtuna, Suécia) foi um conde, chanceler real (1660-1680), militar e mecenas das artes e ciências na Suécia. Contribuiu enormemente para o enriquecimento cultural e científico do país, tendo protegido o património histórico antigo e trazido para a Suécia artistas e músicos estrangeiros.
Favorito da rainha Cristina, foi nomeado comandante da Guarda Real (Livgardet), contraiu matrimónio com a condessa Maria Eufrosina de Zweibrücken-Kleeburg e foi designado governador da Livónia. Em 1653 cai em desgraça, e é afastado da corte. Volta à cena do poder com o rei Carlos X, que o nomeia em testamento regente da Suécia, durante a menoridade do príncipe Carlos. Com a subida ao trono de Carlos XI, Magnus Gabriel de la Gardie é de novo nomeado chanceler real. Todavia volta a cair em desgraça, e além de ser destituído dos seus cargos, perde praticamente todos os seu bens. Amargurado, retira-se para o palácio de Wernngarn (Wernngarn slott), onde falece em 1686. Está sepultado no convento de Varnhem.